# José de Jesús Martínez
José de Jesús Martínez (Managua, 8 de junio de 1929  – Panamá, 27 de enero de 1991), también conocido como "Chuchú Martínez" o "Sargento Chuchú", fue un poeta, dramaturgo, filósofo, piloto y matemático, asesor del general Omar Torrijos Herrera, dictador de Panamá de 1968 a 1981.

## Orígenes
Martínez nació en Managua en 1929.

## Carrera
Martínez fue profesor de filosofía marxista y de matemáticas en la Universidad de Panamá.
Fue el autor de varias obras literarias y obras de teatro. Recibió el Premio Nacional de Teatro de España en Madrid en 1952 por su obra La Perrera. En 1969 y 1971 ganó el Concurso Nacional de Literatura 'Ricardo Miro'. Por su libro, Mi General Torrijos (1987) ganó el Premio Casa de las Américas en La Habana, Cuba.
Martínez era llamado "Chuchú Martínez" entre los círculos intelectuales. 
Chuchú Martínez se convirtió en ciudadano panameño y fue asesor del general Omar Torrijos Herrera, dictador de Panamá de 1968 a 1981. Martínez se hizo parte del ejército panameño, la Guardia Nacional de Panamá, donde fue asesor del general Omar Torrijos y piloto. A ese cuerpo armado ingresó, por solicitud especial propia, con el rango de sargento, por lo que también era conocido como Sargento Chuchú. Por su asociación con Torrijos, Martínez es una figura importante en el libro de Graham Greene Getting to Know the General: The Story of an Involvement (1984).

## Muerte
Martínez murió en 1991.

## Obras
- La perrera (1952).
- Enemigos (1962).
- Aquí, ahora (1963).
- Poemas a ella (1963).
- La retreta (1964).
- Amor no a ti, contigo (1965).
- Poemas a mí (1966).
- Amanecer de Ulises (1967).
- One Way (1967).
- 0 y van 3 (1970).
- Teatro. San José, Costa Rica, 1971.
- El caso Dios (1975).
- Mi General Torrijos (1987).